# Sweet Danger
Sweet Danger è il primo EP del gruppo heavy metal britannico Angel Witch, pubblicato nel 1980 per la EMI.

## Tracce

### Side A
1 - Sweet Danger - 03:07

### Side B
2 - Flight Nineteen - 05:55	
3 - Hades Paradise - 04:37

## Formazione
Kevin Heybourne - voce, chitarra
Kevin "Skids" Riddles - basso
Dave Hogg - batteria